# Marco Valério Levino
Marco Valério Levino (m. 200 a.C.; em latim: Marcus Valerius Laevinus) foi um político da gente Valéria da República Romana eleito cônsul por duas vezes, em 220 e 210 a.C., com Quinto Múcio Cévola e Marco Cláudio Marcelo respectivamente. Foi também governador da Sicília romana. Era neto de Públio Valério Levino, cônsul em 280 a.C., e pai de Caio Valério Levino, cônsul sufecto em 176 a.C..

## Primeiros anos
Levino aparece pela primeira vez como pretor na Sicília em 227 a.C..

## Primeiro consulado (220 a.C.)
Foi eleito cônsul em 220 a.C. com Quinto Múcio Cévola. Presume-se, porém, que os dois foram forçados a abdicar em algum momento no início do ano, possivelmente como resultado de pressões políticas: tanto Levino como Cévola eram membros da facção "Cláudia", que estava tentando diminuir o poder da facção rival dos Emílios-Cipiões; os dois cônsules sufectos que os sucederam, Lúcio Vetúrio Filão e Caio Lutácio Cátulo, eram da facção rival.

## Segunda Guerra Púnica

### Pretorado peregrino na Ápulia (215 a.C.)
Em 215 a.C., o quarto ano da Segunda Guerra Púnica, Levino foi eleito pretor peregrino, com poderes para resolver qualquer litígio entre a República Romana e seus adversários além dos conflitos entre romanos e estrangeiros; era o segundo pretor mais votado, depois do pretor urbano.
Porém, por causa da crise provocada pelo desastre da derrota na Batalha de Canas, todos os magistrados civis foram empregados em comandos militares e Levino recebeu o comando das legiões que retornavam da Sicília e marchou para a Apúlia para defender a região. Conseguiu reunir 25 navios de guerra e comandou uma frota no mar Adriático, protegendo a costa de Taranto e Brundísio.
Filipe V, rei da Macedônia, contente com o avanço de Aníbal pela península Itálica, resolveu se aliar a ele. Enviou embaixadores até Roma para negociar com Levino, que era pretor de Roma. A delegação declarou que a Macedônia estava pronta para se aliar a Roma. Os romanos, aliviados por encontrar aliados depois de tantas deserções na Itália provocadas pela presença de Aníbal, lhes revelaram o que sabiam, inclusive o posicionamento das forças romanas e cartaginesas. A embaixada, dirigida por Xenófanes, seguiu direto para o exército cartaginês e firmou com eles um tratado de aliança e amizade, cujos termos eram os seguintes, segundo Lívio:
| “ | O rei Filipe V, com o máximo possível de navios que conseguir (acreditava-se que conseguiria cerca de duzentos), devia atravessar para a Itália, devastar a costa e iniciar a guerra com suas próprias forças de terra e mar. Terminada a guerra, toda a Itália, com a cidade de Roma, pertenceria aos cartagineses e a Aníbal. Só a Aníbal se reservaria a totalidade do butim. Depois da submissão completa da Itália, os cartagineses deveriam passar para a Grécia e guerrear contra os reis escolhidos por Filipe; todos os estados do continente e todas as ilhas que rodeiam a Macedônia seriam de Filipe e seria incorporadas ao seu reino. | ” |
|   | — Lívio, Ab Urbe Condita' XXIII, 33. |   |

Os embaixadores, com os enviados de Aníbal, zarparam, mas foram capturados pela frota romana na costa do Adriático e o engodo de Xenófanes foi descoberto. A República soube então da aliança entre o Reino da Macedônia e Cartago. Na Itália, as defecções continuaram: depois de se revoltarem, hirpinos, vercélios (Circello?), vescélios (Serra Viscilli?) e cicilinos (Ciciliano?) foram atacadas por Valério Levino e derrotadas.
Marco Valério recebeu ainda a missão de averiguar se os exércitos macedônios estrariam de fato na guerra contra Roma. Se a tese se confirmasse, ele deveria reunir a frota em Taranto e, a partir dali, cruzar para a Macedônia para conter Filipe em seu próprio reino. Ele foi enviado primeiro para Brundísio, depois para Lucera e finalmente recebeu ordens para proteger a costa dos salentinos de um eventual ataque macedônico.

### Primeiro propretorado no Reino da Macedônia (214–210 a.C.)

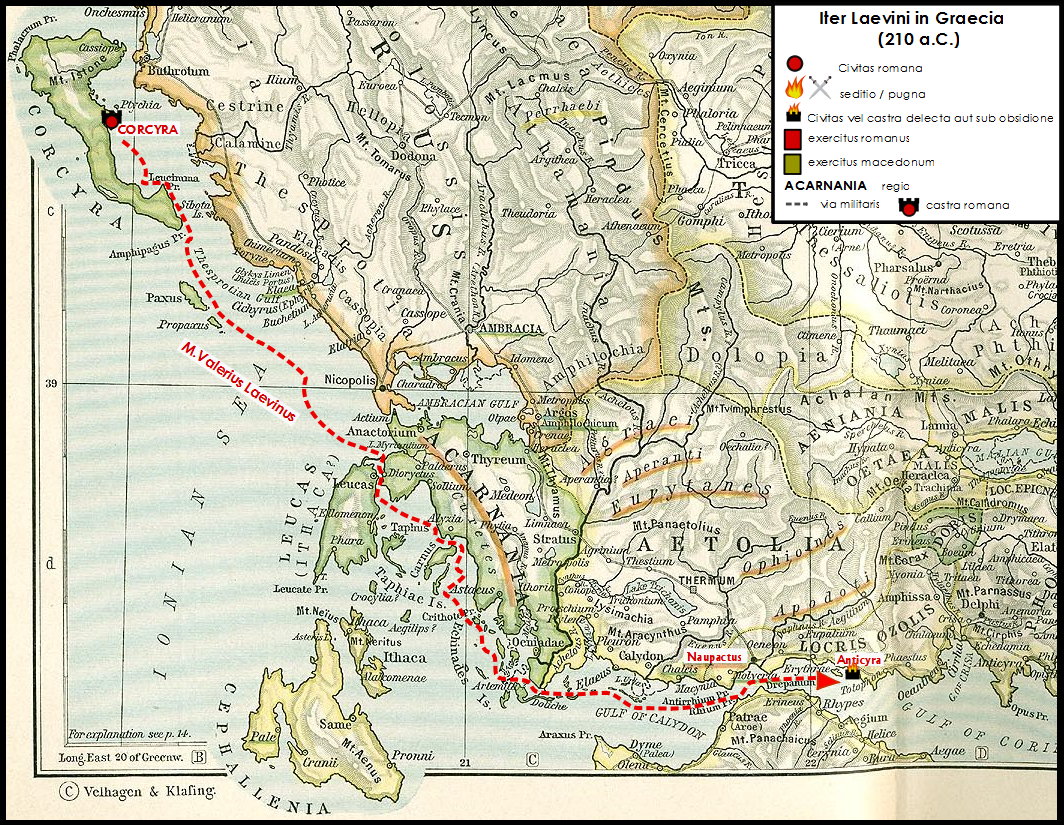
Campanha de Levino no oriente em 210 a.C.

Em 214 a.C., seu mandato como propretor foi prorrogado e Levino recebeu o comando da costa perto de Brundísio para vigiar os movimentos de Filipe V. Ele recebeu o comando de uma das dezoito legiões para compor com a frota do Adriático, que já estava sob seu comando.
No outono, Aníbal marchou contra Taranto e refreou seus soldados para que não pilhassem a região, uma tentativa de conseguir a amizade dos tarantinos. Apesar disto, Levino já havia chegado no local dias antes, recrutou uma pequena força e criou postos de vigilância, o que impediu que os tarentinos pudessem desertar os romanos por medo das represálias.
Uma delegação, vinda de Órico, anunciou que Filipe V havia tentado conquistar Apolônia na Ilíria, uma aliada de Roma. Depois, conquistou a própria Órico, uma pequena cidade quase sem defesas. A delegação também informou que o Reino da Macedônia possuía por volta de 120 barcos e pediu ajuda a Roma, uma vez que estava claro que Filipe V havia atacado estas cidades como um prelúdio de sua guerra contra a Itália.
Os preparativos para o combate levaram mais de um ano. Levino embarcou seus homens e chegou no dia seguinte a Órico, que conquistou sem dificuldades dada a debilidade da guarnição deixada pelos macedônios. Ali, soube que Apolônia continuava cercada e enviou uma forte guarnição, com 2 000 soldados de elite liderada por Quinto Névio Crista, um de seus tribunos, que conseguiu penetrar na cidade.
Na noite seguinte, Crista atacou o acampamento de Filipe V de surpresa e, apesar de o rei ter conseguido fugir, 3 000 de seus homens foram mortos e muitos mais, aprisionados. Apolônia se apoderou das armas de cerco e o exército romano ficou com o resto do butim. Marco Valério Levino, ao saber da notícia, bloqueou a fuga por mar dos exércitos macedônios, que tiveram que voltar para sua terra natal por terra. Levino invernou em Órico.
Em 213 a.C., seu propretorado foi prorrogado mais um ano e, além do comando da legião e da frota que já possuía, recebeu o comando da guerra na Grécia e na Macedônia. Levino transformou a cidade de Apolônia em seu quartel-general, o que criou uma grande ameaça para os macedônios.
Nos dois anos seguintes, novas prorrogações, enquanto, na Itália, a guerra contra Aníbal continuava a fazer estragos.

#### Final da campanha e eleição (210 a.C.)
Um dos dois cônsules de 211 a.C., Públio Sulpício Galba Máximo, assumiu o comando da guerra contra Filipe V com poderes proconsulares no começo de 210 a.C.. Em Roma, no outono, foram realizadas as eleições consulares e, foram eleitos Tito Mânlio Torquato e Tito Otacílio Crasso pela primeira centúria, mas Torquato falou à assembleia exortando-os a eleger outros candidatos, pois ele próprio estava velho e quase cego, sem condições de combater Aníbal. Os seniores da primeira centúria então indicaram três candidatos: Fábio Máximo, que já havia sido cônsul três vezes, Marco Cláudio Marcelo, também cônsul por três vezes, e Marco Valério Levino, cônsul em vez. Os eleitores finalmente escolheram os dois últimos, mas ambos estavam fora de Roma.
Do outro lado do Adriático, Levino negociou com o rei de Pérgamo Átalo I e com a Liga Etólia, que se aliaram a Roma contra a Macedônia. Ele se comprometeu a ajudar os etólios a repelir os macedônios e tomou as cidades de Zante, Eníadas e a ilha de Naxos, enquanto os etólios tentavam recuperar os territórios perdidos.
O propretor se retirou para Corcira (Corfu) para inernar, estimando que Filipe V não teria mais condições de ameaçar Roma e sem saber que havia sido eleito cônsul para o ano seguinte.
No início de 210 a.C., sitiou Anticira com a ajuda dos etólios e a cidade caiu logo depois. O butim ficou para os romanos enquanto os etólios ficariam com a posse da cidade, seguindo os termos do tratado. Foi ali que soube que havia sido eleito cônsul e que Públio Sulpício Galba Máximo assumiria o comando da guerra contra Filipe V, mas Levino acabou adoecendo e demorou para retornar a Roma.

### Segundo consulado (210 a.C.)

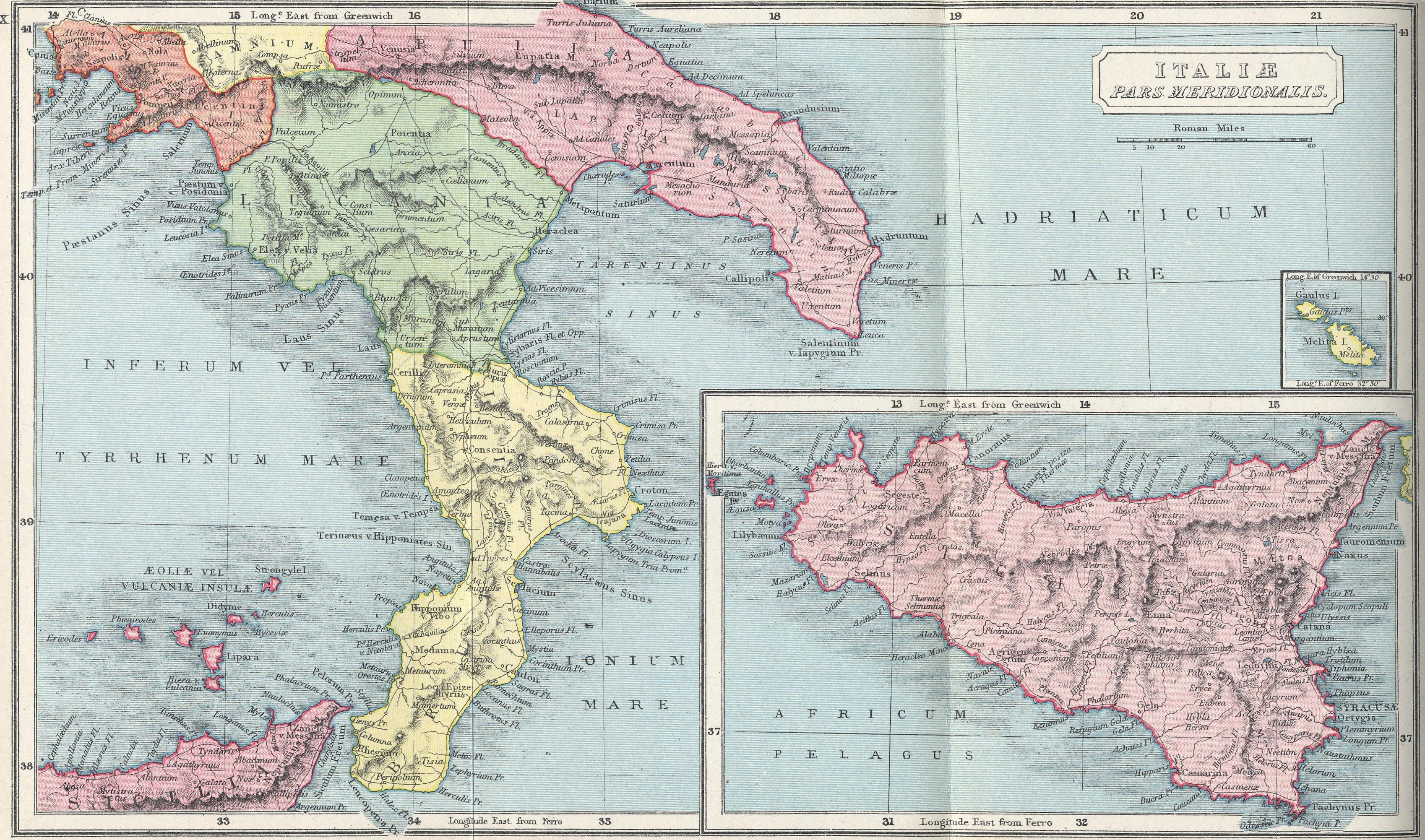
Mapa do sul da Itália e da Sicília, locais onde atuou Marco Valério Levino durante a Segunda Guerra Púnica.

De volta à Itália, Levino aceitou o pedido dos campânios, especialmente os habitantes de Cápua, para que pudessem solicitar o perdão do Senado depois de sua deserção, contrariando a advertência de Quinto Fúlvio Flaco.
Levino expôs a situação no Adriático a Senado, sugerindo que a legião que permanecia na região poderia ser reconvocada, pois Filipe V já era mais uma ameaça e somente a frota bastaria para proteger a Itália dos exércitos macedônios. O Senado então decidiu que um dos cônsules permaneceria na Itália para continuar a guerra contra Aníbal e outro seria enviado à Sicília. Vinte e uma legiões foram recrutadas ou reforçadas em 210 a.C.. No sorteio, Levino recebeu o comando da Itália e a condução da guerra contra Aníbal. Os sicilianos lamentaram que Marco Cláudio Marcelo tenha recebido o comando da Sicília e afirmaram que estavam dispostos a abandonar a ilha antes de se submeterem ao comando dele. Perante esta situação, os dois cônsules, de comum acordo, trocaram seus mandatos.
Os siciliotas foram recebidos pelo Senado, que expuseram suas queixas e acusações contra Marcelo. O recriminaram, principalmente, por ter, durante o Cerco de Siracusa, se dedicado a tomar a cidade de assalto para poder saqueá-la ao invés de confiar em alguns siracusanos que se propuseram abrir-lhe, pacificamente, os portões da cidade. Porém, a situação era bem mais confusa e as alianças, pouco claras, pois o novo tirano de Siracusa, Jerônimo, decidiu abandonar a longa aliança com a República Romana e aliou-se a Aníbal, contra a vontade de seus súditos. Segundo Marcelo, ele preferiu tomar a cidade à força para perseguir estes inimigos. O Senado deu razão ao cônsul e pediu que Levino, já encarregado de cuidar da ilha, que cuidasse de seus interesses. Os siracusanos então se reconciliaram com Marco Cláudio Marcelo e tornaram-se seus clientes.
Depois, o Senado recebeu os campânios, levados pelo cônsul, mas a traição era um crime que justificava o cerco da cidade pelos romanos até a rendição incondicional, exatamente como queria Quinto Fúlvio Flaco. O Senado os condenou, entre outras sanções, ao confisco de seus bens e à escravidão.
No final, os cônsules tiveram que tomar medidas impopulares. A cidade não conseguia encontrar mais remadores para a frota e o dinheiro havia acabado. Os cônsules decidiram taxar mais uma vez a plebe, já arruinada pela longa guerra, para levantar dinheiro para pagar e alimentar os novos remadores. Depois de vários protestos, o Senado reconheceu que as queixas da plebe eram justas. Diante disto, Levino propôs que os senadores dessem o exemplo e que fossem ao Erário público doar o que possuíam. Pouco depois, foram imitados pelos equites e, finalmente, por todos os romanos, sem que fosse necessária nenhuma lei, nenhum édito e nenhum senatus consultum.

#### Campanha da Sicília

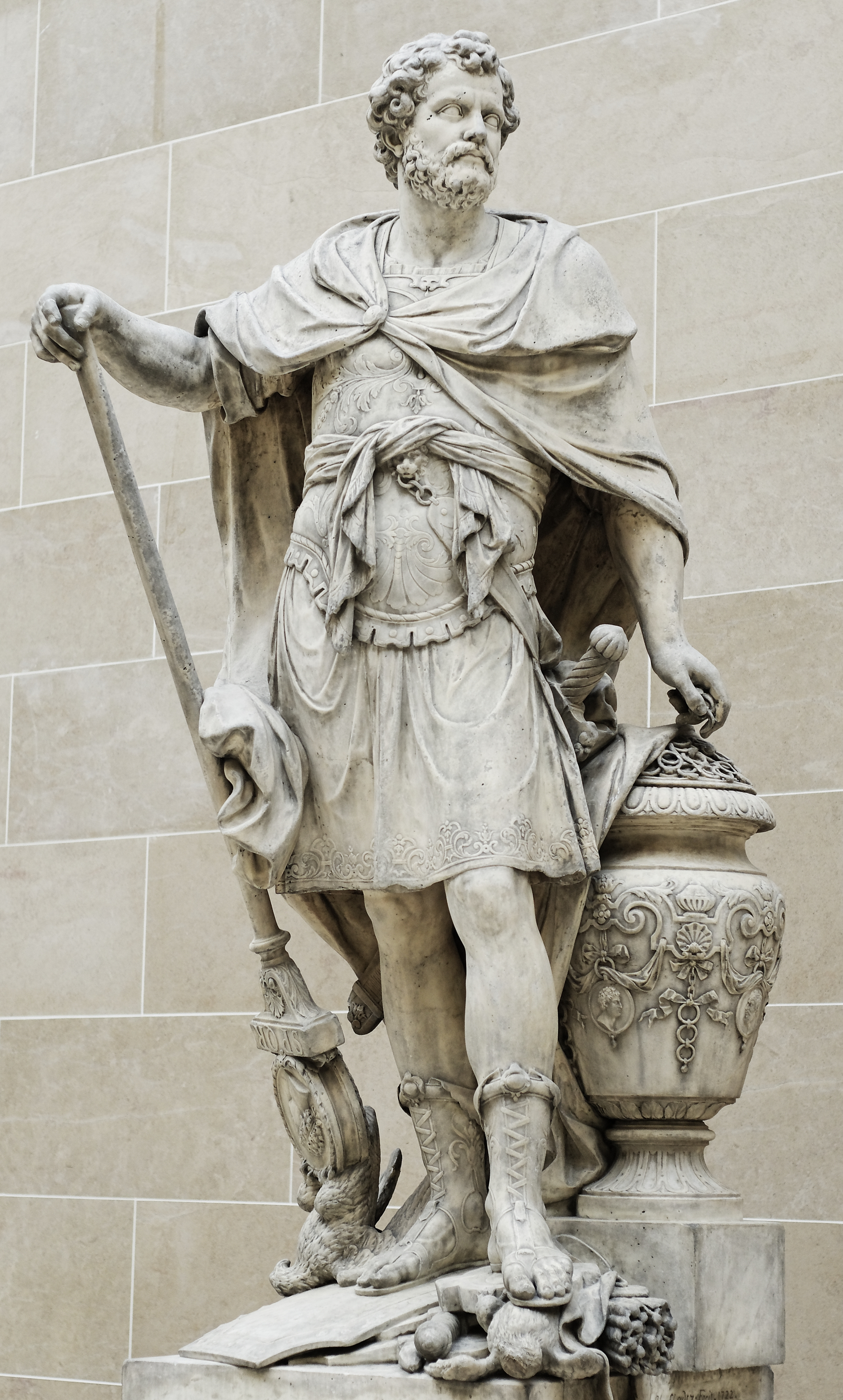
Estátua de Aníbal, o grande adversário romano durante a Segunda Guerra Púnica.

Levino seguiu para a Sicília no outono de 210 a.C., depois de várias expedições. Primeiro resolveu todos os assuntos referentes a Siracusa, como ordenado pelo Senado. Depois, marchou contra Agrigento, a última cidade importante nas mãos dos cartagineses, comandados por Hanão. Mas os cartagineses contrataram os serviços de Mutina, que estava à frente de uma unidade de númidas; ele saqueou todas as cidades aliadas dos romanos e conseguia entrar e sair de Agrigento sem impedimentos. Hanão, enciumado do sucesso, lhe retirou o comando e Mutina, indignado, foi ter com Levino para negociar a rendição de Agrigento. Os númidas abriram as portas da cidade e Hanão foi obrigado a fugir, abandonando Agrigento e a Sicília aos romanos por causa desta traição. Todos os inimigos encontrados foram massacrados, os cidadãos romanos, executados, e a população local, vendida como escravos.
O resto das cidades sicilianas que ainda eram aliadas dos cartagineses foram capturadas. De sessenta e seis cidades, seis foram tomadas à força por Levino, vinte foram capturadas por causa de traidores e quarenta se entregaram voluntariamente. Logo depois, o cônsul, depois de ter recompensado ou punido as principais personalidades em cada cidade traidora, obrigou que os sicilianos se dedicassem à agricultura para que a ilha se tornasse auto-suficiente e pudesse ser, no futuro, um celeiro para Roma.
Depois da campanha, Levino retornou para a Itália com 4 000 criminosos, desertores e escravos fugidos para que a paz pudesse reinar na Sicília e os empregou no saque das terras inimigas no sul da Itália, especialmente contra os brútios. Assim, em 210 a.C., Marco Valério Levino encerrou a guerra na Sicília.

#### Final do mandato
Levino foi então reconvocado à Roma para organizar as eleições, pois Marcelo, seu colega, não conseguiu evitar que Aníbal, que ainda estava na Itália, lhe escapasse. Deixou sua província aos cuidados de um pretor, Lúcio Cíncio Alimento, entregou a frota a Marco Valério Messala e voltou para Roma, onde relatou suas façanhas ao Senado.
Messala, que saqueava as costas africanas, informou ao cônsul e ao Senado que os cartagineses preparavam uma nova ofensiva sobre a Itália e a Sicília. O Senado queria que o cônsul retornasse para sua província e que ele nomeasse um ditador comitiorum habendorum causa para dirigir as eleições. Ele escolheu Marco Valério Messala, mas o Senado se opôs pois ele estava fora da Itália. Os senadores queriam obrigar que ele nomeasse o ditador escolhido pela plebe, mas ele partiu seu atender o pedido, o que fez com que fosse eleito seu colega, Quinto Fúlvio Flaco, responsável pelo cerco de Cápua, fosse escolhido diretamente em plebiscito. Públio Licínio Crasso Dives foi escolhido mestre da cavalaria.

### Proconsulado na Sicília (209–207 a.C.)
Com poderes proconsulares, recebeu, em 209 a.C., o comando dos sobreviventes da Batalha de Canas e ordenou que continuasse a pilhagem na costa da África. Depois de reforçar seu exército com os desertores númidas e após um alistamento dos sicilianos, dividiu suas tropas em dois exércitos: um propretor comandava a parte oriental da ilha e o próprio procônsul, a ocidental, uma divisão seguida da mesma forma em sua frota de setenta navios. Viajou por toda a ilha com a cavalaria de Mutines para garantir que a agricultura seria retomada e garantiu colheitas muito importantes, suficientes para sua província e para Roma. No ano seguinte, seu proconsulado foi prorrogado por mais um ano e recebeu novos navios com ordens de ampliar os saques à costa africana. Com uma frota de cem navios, cruzou para a África e não encontrou nenhuma resistência em terra. Venceu uma frota de 83 navios cartagineses e retornou para Lilibeia com um grande butim.
No verão de 207 a.C., sua frota novamente cruzou para a África e devastou grande parte do litoral cartaginês, perto de Útica e da própria Cartago, saqueando as terras até as portas das cidades. Uma frota cartaginesa tentou enfrentá-lo, mas foi derrotada e teve dezessete navios capturados, quatro afundados e o resto, dispersado em fuga. Voltou novamente para a Sicília com um enorme butim. No ano seguinte, Levino retornou com seu exército para a Itália e, com a chegada de Magão Barca à Ligúria, permaneceu estacionado até o ano seguinte com duas legiões em Arretium (Arezzo), na Etrúria.

### Embaixada na Ásia (204 a.C.)
A República Romana não tinha aliados na Ásia, mas, durante a Primeira Guerra Macedônica, vários estados gregos haviam decidido apoiar os romanos. O Senado decidiu então enviar uma embaixada a Átalo I, do Reino de Pérgamo. Marco Valério Levino, que já havia sido cônsul duas vezes e já havia enfrentado Filipe V da Macedônia durante a guerra, Marco Cecílio Metelo, um financista, Sérvio Sulpício Galba, ex-edil curul, Cneu Tremélio Flaco e Marco Valério Falto, ex-questores, foram escolhidos para compor a delegação.
No caminho, a embaixada consultou o Oráculo de Delfos, que lhes comunicou que deveria levar a deusa Magna Mater para Roma e que seu culto alcançaria muito sucesso. Ela era a deusa da hospitalidade e, por isto, a embaixada aceitou o encargo.
Depois de sua chegada à cidade de Pérgamo, foram recebidos pelo rei Átalo, que os levou a Pesino, onde estava a estátua de Magna Mater, a "Mãe dos Deuses". Os Livros Sibilinos de fato já haviam advogado a adoção do culta a esta deusa para ajudar Roma em sua guerra contra Cartago e Marco Valério Falto regressou a Roma com a estátua e o Senado decidiu enviar Públio Cornélio Cipião Násica para receber a deusa no porto de Óstia juntamente com a maior parte das matronas da cidade.

### Senado (204–203 a.C.)

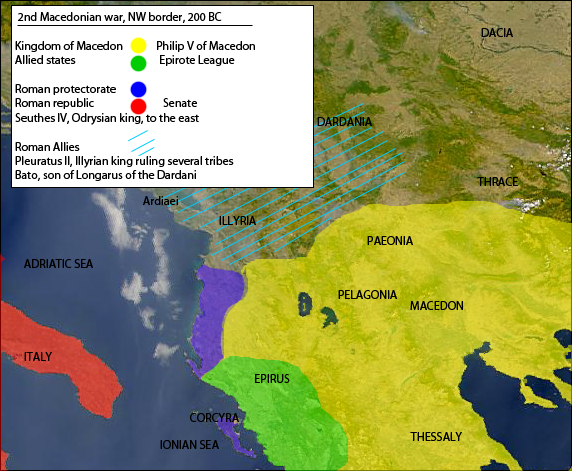
Situação na costa do Adriático na iminência da Segunda Guerra Macedônica.

De volta a Roma, apresentou uma proposta ao Senado para reembolsar as dívidas assumidas junto aos senadores, equites e o povo romano, que haviam contribuído para a recuperação do tesouro público num dos momentos mais críticos da guerra durante o seu segundo consulado. O Senado aprovou a proposta.
Nesta época, chegou uma delegação cartaginesa a Roma alegando que Aníbal, por conta própria, havia declarado guerra a Roma, sem o acordo do Senado e do povo de Cartago e solicitaram que se mantivesse a antiga aliança entre a República Romana e Cartago. Marco Valério considerava-os todos espiões e propôs que fossem escoltados de volta ao seu país. Em paralelo, defendeu que fosse ordenado a Cipião, o Africano, que continuasse a guerra. Ambas as propostas foram aprovadas.

## Segundo propretorado no Reino da Macedônia (201–200 a.C.)
Desde o final da guerra contra Cartago após vitória de Cipião, o Africano na Batalha de Zama, foi decido levar os esforços militares romanos para a Macedônia para ajudar os aliados romanos na região. Levino novamente recebeu os poderes de propretor e ele viajou para a região à frente de uma flotilha de 38 navios.
O Senado Romano votou a favor de uma nova guerra contra Filipe V da Macedônia na primavera de 200 a.C. alegando que ele ameaçava Atenas. O povo se negou a declarar guerra até março e, no final, votou a favor quatro meses depois, convencido pelos dois cônsules graças ao falso argumento de que Filipe V havia entrado em guerra contra Roma e que, por isso, Roma deveria fazer o mesmo.

## Morte (200 a.C.)
Marco Valério Levino morreu em 200 a.C. e seus filhos, Públio e Marco, organizaram jogos gladiatoriais em sua homenagem que duraram quatro dias.